# Ziemia Ognista (prowincja Chile)
Ziemia Ognista (hiszp. Provincia de Tierra del Fuego) – prowincja w południowym Chile, w południowo-wschodniej części regionu Magallanes. Stanowi jedną z czterech prowincji regionu. Siedzibą administracyjną jest miasto Porvenir. Funkcję gubernatora pełni Catalina Besnier Anguita.

## Podział administracyjny
W skład prowincji wchodzą 3 gminy: Porvenir, Primavera i Timaukel.

## Demografia
W 2002 roku prowincję zamieszkiwało 6901 mieszkańców.
Zmiana liczby ludności w latach 1992 - 2002 z uwzględnieniem podziału na gminy:
| Gmina     | 1992 | 2002 | zmiana w % |
| Porvenir  | 5104 | 5465 | +7,1       |
| Primavera | 1629 | 1016 | -37,6      |
| Timaukel  | 252  | 423  | +67,9      |